# Paranemastoma werneri
Espèce
Synonymes
- Nemastoma werneri Kulczyński, 1903

Paranemastoma werneri est une espèce d'opilions dyspnois de la famille des Nemastomatidae.

## Distribution
Cette espèce est endémique de Turquie. Elle se rencontre vers l'Uludağ.

## Description
Les femelles syntypes mesurent 5 et 5,1 mm.

## Systématique et taxinomie
Cette espèce a été décrite sous le protonyme Nemastoma werneri par Kulczyński en 1903. Elle est considérée comme une sous-espèce de Nemastoma quadripunctatum par Roewer en 1914. Elle est élevée au rang d'espèce par Kratochvíl en 1939. Elle est considérée comme une sous-espèce de Paranemastoma quadripunctatum par Cîrdei en 1960. Elle est élevée au rang d'espèce par Schönhofer en 2013.

## Étymologie
Cette espèce est nommée en l'honneur de Franz Werner.

## Publication originale
- Kulczyński, 1903 : « Arachnoidea in Asia Minore et ad Constantinopolim a Dre F. Werner collecta. » Sitzungsberichte der Kaiserlichen Akademie der Wissenschaften, Mathematisch-naturwissenschaftliche Klasse, vol. 112, p. 627-680 (texte intégral)